# گسترش ماموریت
در علوم نظامی، به گسترش تدریجی و ناخواسته اهداف و وظایف اصلی یک مأموریت یا یک پروژه در طول زمان گسترش مأموریت می‌گویند.
در انگلیسی برای این مفهوم (Mission creep) استفاده می‌شود که ترجمه تحت‌اللفظی آن یعنی «خزش مأموریت» در فارسی گویا نیست.
گسترش مأموریت به معنای افزایش تدریجی و ناخواسته اهداف یک پروژه، مداخله یا مأموریت فراتر از محدوده اولیه آن است. این پدیده مانند چرخ‌دنده‌ای است که در ابتدا با موفقیت‌های کوچک شروع به حرکت می‌کند، اما با گذشت زمان و کسب موفقیت‌های بیشتر، اهداف بزرگ‌تر و پیچیده‌تری را در بر می‌گیرد. این گسترش اغلب نامطلوب است زیرا هر موفقیت، مداخلات جاه‌طلبانه‌تری را به دنبال دارد تا جایی که در نهایت به شکست منجر می‌شود و کل مداخله را متوقف می‌کند.
در زمینه مفهوم «گسترش مأموریت»، اگر هدف اصلی تغییر نکرده باشد اما وظایف و فعالیت‌های مرتبط با آن افزایش یافته باشند، عبارت «افزایش تدریجی وظایف» استفاده می‌شود، اما اگر در جریان انجام یک مأموریت یا عملیات، هدف اصلی به‌طور کامل تغییر کرده باشد، عبارت «تغییر مأموریت» یا انحراف از ماموریت کاربرد دارد.
فراگسترده شدن مأموریت می‌تواند در نتیجه عوامل مختلفی مانند تغییر شرایط، فشارهای خارجی، یا تمایل به دستیابی به موفقیت‌های بیشتر رخ دهد.
گسترش مأموریت می‌تواند عواقب مثبت و منفی داشته باشد. از یک سو، می‌تواند منجر به نوآوری و بهبود عملکرد شود. از سوی دیگر، می‌تواند منجر به سردرگمی، اتلاف منابع و شکست پروژه شود.
برای جلوگیری از فراگستردگی مأموریت، مهم است که اهداف پروژه یا سازمان به‌طور واضح تعریف شده و به‌طور منظم مورد بازبینی قرار گیرند. همچنین، مهم است که منابع به‌طور مؤثر مدیریت شوند و از اتخاذ پروژه‌ها یا فعالیت‌های جدیدی که با اهداف اصلی همسو نیستند، اجتناب شود.
اصطلاح گسترش مأموریت در ابتدا فقط در مورد عملیات نظامی به کار می‌رفت، اما امروزه در بسیاری از زمینه‌های دیگر نیز استفاده می‌شود. اولین بار در سال ۱۹۹۳ در مقالات واشینگتن پست و نیویورک تایمز در مورد مأموریت حفظ صلح سازمان ملل در جنگ داخلی سومالی به کار رفت.

## جنگ داخلی سومالی
اولین استفاده از اصطلاح «گسترش مأموریت» در دو مقاله توسط جیم هوگلند در واشینگتن پست بود. نیویورک تایمز نیز این اصطلاح را برای اولین بار در مقاله‌ای پس از درگیری ۴ اکتبر ۱۹۹۳ در موگادیشو، پایتخت سومالی، به کار برد که در آن هجده سرباز آمریکایی کشته شدند.
ماموریت ایالات متحده و سپس سازمان ملل در سومالی (بازگرداندن امید) نمونه بارزی از گسترش مأموریت است. این عملیات در اواخر سال ۱۹۹۲ به عنوان یک عملیات امداد بشردوستانه توسط آمریکا در دوره پایانی ریاست جمهوری جرج اچ. دابلیو. بوش آغاز شد و در ژوئن ۱۹۹۳ به یک عملیات سازمان ملل تبدیل شد. در حالی که توجیه اولیه دولت بوش برای ورود به سومالی «کمک‌های بشردوستانه» بود، واقعیت‌های میدانی باعث افزایش تدریجی اهداف این مأموریت شد. در ۵ ژوئن ۱۹۹۳، نیروهای قبیله‌ای محمد فرح عیدید، جنگ‌سالار سومالیایی، ۲۳ صلح‌بان پاکستانی را کشتند. این حادثه منجر به تصمیم شورای امنیت سازمان ملل برای دستگیری عاملان این کشتار شد. علاوه بر این، اهداف بلندمدت‌تری مانند ایجاد ثبات در سومالی (به جای کمک‌های کوتاه‌مدت بشردوستانه) و جستجوی عیدید، باعث تشدید درگیری‌ها در تابستان ۱۹۹۳ شد. در اکتبر همان سال، ۱۸ سرباز آمریکایی در نبرد موگادیشو کشته شدند. این حادثه باعث شد تا حضور آمریکا و سازمان ملل در سومالی حالت تدافعی‌تری به خود بگیرد. نیروهای آمریکایی در اوایل سال ۱۹۹۴ و تمامی نیروهای سازمان ملل در اواخر فوریه و اوایل مارس ۱۹۹۵ در جریان عملیات سپر متحد از سومالی خارج شدند.

## جنگ داخلی اول لیبی
در جریان جنگ داخلی اول لیبی، اصطلاح «گسترش مأموریت» بارها در مورد مداخله ائتلاف چند ملیتی به کار رفت. در اوایل مارس ۲۰۱۱، رویترز گزارش داد که دیدگاه بریتانیا دربارهٔ ایجاد منطقه پرواز ممنوع بر فراز لیبی، احتمالاً به سمت تفکر آمریکا در مورد هدف قرار دادن دفاعیات قذافی (رهبر لیبی) متمایل خواهد شد. در هفته دوم عملیات، رابرت گیتس، وزیر دفاع آمریکا، در یک جلسه استماع سنا ابراز نگرانی کرد که مأموریت از اهداف اولیه خود فراتر رفته و به تعهدی بزرگ و نامحدود برای آمریکا تبدیل شود. در ۱۴ آوریل ۲۰۱۱، رهبران بریتانیا، آمریکا و فرانسه در مقاله‌ای مشترک اعلام کردند که قذافی باید برود. برخی نمایندگان مجلس بریتانیا هشدار دادند که این بیانیه نشان‌دهنده گسترش مأموریت است، زیرا فراتر از قطعنامه ۱۹۷۳ شورای امنیت سازمان ملل رفته و تغییر رژیم را به عنوان یک هدف بیان کرده است، در حالی که این قطعنامه بر اهداف بشردوستانه تأکید داشت.
اگرچه اصطلاح «گسترش مأموریت» در دهه ۱۹۹۰ رایج شد، اما نمونه‌هایی از آن در طول تاریخ نظامی دیده می‌شود. به عنوان مثال، بسیاری از جنگ‌های لوئی چهاردهم فرانسه با اهداف محدود آغاز شدند، اما به سرعت به درگیری‌های بزرگتری تبدیل شدند.
جنگ کره نیز نمونه‌ای از گسترش‌یابی مأموریت است که در ابتدا با هدف نجات کره جنوبی از تهاجم شمالی آغاز شد، اما پس از موفقیت اولیه به تلاشی برای اتحاد مجدد شبه‌جزیره تبدیل شد که در نهایت به نتیجه نرسید و منجر به عقب‌نشینی پرهزینه از کره شمالی پس از مداخله چین شد. دیوید گرگوری، خبرنگار ان‌بی‌سی، جنگ ویتنام را به عنوان یک نمونه مهم از گسترش مأموریت ذکر می‌کند و آن را به عنوان افزایش تدریجی نیروها، اهداف ملت‌سازی و مواجهه با چالش‌های پی در پی تعریف می‌کند.
در سال ۱۹۵۶، آنورین بیوان، سیاستمدار بریتانیایی، در مجلس عوام در مورد فراگسترش مأموریت بریتانیا در بحران سوئز علیه مصر سخنرانی کرد و از تغییر مداوم اهداف دولت در طول جنگ انتقاد کرد. این سخنرانی به عنوان یکی از ۱۴ سخنرانی بزرگ قرن بیستم توسط گاردین شناخته شد. در نهایت، ایالات متحده، اتحاد جماهیر شوروی و سازمان ملل نقش مهمی در مجبور کردن بریتانیا، فرانسه و اسرائیل به خروج از مصر داشتند.

## نمونه‌های غیرنظامی
استفاده غیرنظامی از این اصطلاح در ارتباط با مراکز همجوشی هسته‌ای نیز دیده می‌شود. این مراکز پس از حملات ۱۱ سپتامبر در سال ۲۰۰۱ به عنوان یک اقدام ضدتروریستی تأسیس شدند. هدف اولیه آنها تسهیل همکاری و هم‌رسانی اطلاعات بین سطوح مختلف دولتی و بخش خصوصی در ارتباط با زیرساخت‌های حیاتی آمریکا بود. تا سال ۲۰۱۱، ۷۲ مرکز همجوشی هسته‌ای در ایالات متحده وجود داشت. با این حال، این مراکز به دلیل اشتراک‌گذاری اطلاعات مربوط به جرائمی غیر از تروریسم مورد انتقاد قرار گرفتند که به عنوان گسترش مأموریت و نقض احتمالی حقوق مدنی شهروندان آمریکایی تلقی می‌شود.
صندوق بین‌المللی پول، که در ابتدا برای حفظ نرخ ارز ثابت برای کشورهای توسعه‌یافته تأسیس شد، در دهه ۱۹۷۰ به سمت تأمین مالی کشورهای در حال توسعه تغییر مسیر داد. در سال ۲۰۰۵، محققان سارا بب و آریل بویرا این تغییر اهداف را به عنوان گسترش مأموریت توصیف کردند.
در دهه‌های اخیر، نیروهای پلیس ایالات متحده (به ویژه تیم‌های سلاح‌ها و تاکتیک‌های ویژه) به‌طور فزاینده‌ای نظامی شده‌اند و تمرکز خود را به حوزه‌های دیگری گسترش داده‌اند که توسط اکونومیست به عنوان گسترش مأموریت توصیف شده است.